# Films de cinéma exclusivement en images de synthèse
Cette liste répertorie les longs métrages qui ont été exclusivement réalisés par infographie en animation 3D et qui sont sortis dans des salles de cinémas francophones.
Seront donc exclus de cette liste : 
1. les courts métrages en images de synthèse,
2. les films n’ayant pas été exploités dans des salles de cinémas francophones (Vidéofilm et OAV)[1],
3. les films ayant des sections en images de synthèse et des sections en prise de vue réelle[2],
4. les films mélangeant des vrais acteurs et des personnages en images de synthèse[3].

## Prééminences
Les principales sociétés de production sont Pixar (groupe Walt Disney Pictures), Walt Disney Animation Studios (groupe Walt Disney Pictures), DreamWorks Animation (groupe Universal Studios), Blue Sky (groupe Walt Disney Pictures), Illumination Entertainment (groupe Universal Studios), Warner Bros. Animation (groupe Warner Bros.), et Sony Pictures Animation (groupe Sony Pictures Entertainment) .
Les principales séries de films sont Shrek (DreamWorks), L'Âge de glace (Blue Sky) et Cars/Planes (Walt Disney) avec 5 films ; Madagascar (DreamWorks), Moi, moche et méchant/Les minions (Illumination) et Toy Story (Pixar) avec 4 films.

## Chronologie
Les films sont classés dans l'ordre chronologique de l'année de sortie cinéma en France.

### 1996
- Toy Story de Pixar Animation Studios - Sortie en France le 27 mars 1996.

### 1998
- Fourmiz (Antz) de DreamWorks Animation et Pacific Data Images - Sortie en France le 11 novembre 1998.

### 1999
- 1 001 Pattes (A Bugs Life) de Pixar Animation Studios - Sortie en France le 10 février 1999.

### 2000
- Toy Story 2 de Pixar Animation Studios - Sortie en France le 2 février 2000.

### 2001
- Shrek de DreamWorks Animation et Pacific Data Images - Sortie en France le 4 juillet 2001.
- Final Fantasy : Les Créatures de l'esprit (Final Fantasy: The Spirits Within) de Chris Lee Productions et Square - Sortie en France le 15 août 2001.

### 2002
- Jimmy Neutron, un garçon génial (Jimmy Neutron: Boy Genius) de DNA Productions, Nickelodeon Animation Studio et O Entertainment - Sortie en France le 6 février 2002.
- Monstres et Cie (Monster Inc.) de Pixar Animation Studios - Sortie en France le 20 mars 2002.
- L'Âge de glace (Ice Age) de Blue Sky Studios et 20th Century Animation - Sortie en France le 26 juin 2002.

### 2003
- Kaena, la prophétie de Chaman Productions, Studiocanal, TVA International et Xilam - Sortie en France le 4 juin 2003.
- Le Monde de Nemo de Pixar Animation Studios - Sortie en France le 26 novembre 2003.

### 2004
- Shrek 2 de DreamWorks Animation et Pacific Data Images - Sortie en France le 23 juin 2004.
- Gang de requins (Shark Tale) de DreamWorks Animation - Sortie en France le 13 octobre 2004.
- Les Indestructibles  (The Incredibles) de Pixar Animation Studios - Sortie en France le 24 novembre 2004.
- Le Pôle express (The Polar Express) de Golden Mean, ImageMovers, Playtone, Universal CGI et Warner Bros. - Sortie en France le 1er décembre 2004.

### 2005
- Pollux : Le Manège enchanté (The Magic Roundabout) d'Action Synthèse - Sortie en France le 2 février 2005.
- Pinocchio le robot (Pinocchio 3000) de Ciné Groupe - Sortie en France le 16 février 2005.
- Vaillant, pigeon de combat ! (Valiant) de Vanguard - Sortie en France le 30 mars 2005.
- Robots de Blue Sky - Sortie en France le 6 avril 2005.
- Madagascar de DreamWorks Animation - Sortie en France le 22 juin 2005.
- Le Monde fabuleux de Gaya (Back to Gaya) d'Ambient - Sortie en France le 27 juillet 2005.
- Le Roman de Renart d'Oniria - Sortie en France le 10 août 2005.
- Appleseed d'Appleseed - Sortie en France le 31 août 2005.
- Chicken Little de Walt Disney - Sortie en France le 23 novembre 2005.

### 2006
- La Véritable Histoire du Petit Chaperon rouge (Hoodwinked!) de Kanbar - Sortie en France le 25 janvier 2006.
- Renaissance d'Attitude - Sortie en France le 15 mars 2006.
- L'Âge de glace 2 (Ice Age: The Meltdown) de Blue Sky - Sortie en France le 5 avril 2006.
- The Wild de Walt Disney - Sortie en France le 12 avril 2006.
- Cars de Pixar - Sortie en France le 14 juin 2006.
- Nos voisins, les hommes (Over the Hedge) de DreamWorks Animation - Sortie en France le 5 juillet 2006.
- Lucas, fourmi malgré lui (The Ant Bully) de DNA Productions - Sortie en France le 9 août 2006.
- Monster House d'ImageMovers Digital - Sortie en France le 23 août 2006.
- Les Rebelles de la forêt (Open Season) de Sony Pictures Animation - Sortie en France le 18 octobre 2006.
- Azur et Asmar de Studio O - Sortie en France le 25 octobre 2006.
- Souris City (Flushed Away) de DreamWorks Animation - Sortie en France le 29 novembre 2006.
- Happy Feet d'Animal Logic - Sortie en France le 29 novembre 2006.
- Piccolo, Saxo et Compagnie de Millimages - Sortie en France le 20 décembre 2006.

### 2007
- Le Vilain Petit Canard et moi (Den Grimme ælling og mig) d'A Film - Sortie en France le 14 février 2007.
- La Ferme en folie (Barnyard) de Nickelodeon Movies - Sortie en France le 21 février 2007.
- Cendrillon et le Prince (pas trop) charmant (Happily N'Ever After) de Vanguard - Sortie en France le 28 mars 2007.
- TMNT : Les Tortues Ninja (TMNT) d'Imagi Animation - Sortie en France le 11 avril 2007.
- Shrek 3 (Shrek The Third) de DreamWorks Animation - Sortie en France le 13 juin 2007.
- Ratatouille de Pixar - Sortie en France le 1er août 2007.
- Bienvenue chez les Robinson (Meet the Robinsons) de Walt Disney - Sortie en France le 17 octobre 2007.
- Les Rois de la glisse (Surf's Up) de Sony Pictures Animation - Sortie en France le 24 octobre 2007.
- La Légende de Beowulf (Beowulf) d'ImageMovers Digital - Sortie en France le 21 novembre 2007.
- Bee Movie : Drôle d'abeille (Bee Movie) de DreamWorks Animation - Sortie en France le 12 décembre 2007.

### 2008
- Chasseurs de dragons de Futurikon - Sortie en France le 26 mars 2008.
- Horton (Horton Hears a Who!) de Blue Sky - Sortie en France le 2 avril 2008.
- Winx Club : Le Secret du royaume perdu (Winx Club il Segreto del Regno Perduto) de Rainbow - Sortie en France le 2 avril 2008.
- Les Aventures d'Impy le dinosaure (Urmel aus dem Eis) d'Ambient - Sortie en France le 7 mai 2008.
- Kung Fu Panda de DreamWorks Animation - Sortie en France le 9 juillet 2008.
- WALL-E de Pixar - Sortie en France le 30 juillet 2008.
- Star Wars: The Clone Wars de Lucasfilm - Sortie en France le 27 août 2008.
- Les Chimpanzés de l'espace (Space Chimps) de Vanguard - Sortie en France le 22 octobre 2008.
- Fly Me to the Moon de NWave - Sortie en France le 29 octobre 2008.
- Madagascar 2 de DreamWorks Animation - Sortie en France le 3 décembre 2008.
- Niko, le petit renne (Niko Lentäjän poika) d'A Film - Sortie en France le 17 décembre 2008.
- Igor (Igor) de Sparx - Sortie en France le 17 décembre 2008.

### 2009
- Volt, star malgré lui (Bolt) de Walt Disney - Sortie en France le 4 février 2009.
- La Légende de Despereaux (The Tale of Despereaux) de Relativity Media - Sortie en France le 11 février 2009.
- La Véritable Histoire du chat botté de Hérold et family - Sortie en France le 1er avril 2009.
- Monstres contre Aliens (Monsters vs. Aliens) de DreamWorks Animation - Sortie en France le 1er avril 2009.
- Le Monde merveilleux d'Impy (Impy Wonderland) d'Ambient - Sortie en France le 8 avril 2009.
- L'Âge de glace 3 : Le Temps des dinosaures (Ice Age: Dawn of the dinosaurs) de Blue Sky - Sortie en France le 1er juillet 2009.
- Là-haut (Up) de Pixar - Sortie en France le 29 juillet 2009.
- Numéro 9 (9) de Starz Animation - Sortie en France le 19 août 2009.
- Tempête de boulettes géantes (Cloudy With A Chance Of Meatballs) de Sony Pictures Animation - Sortie en France le 21 octobre 2009.
- Le Drôle de Noël de Scrooge (A Christmas Carol) d'ImageMovers Digital - Sortie en France le 25 novembre 2009.
- Astro Boy d'Imagi Animation - Sortie en France le 9 décembre 2009.

### 2010
- Planète 51 (Planet 51) d'Ilion Animation - Sortie en France le 3 février 2010.
- Yona, la légende de l'oiseau-sans-aile (Yona Yona Penguin) de Madhouse - Sortie en France le 3 février 2010.
- Dragons (How To Train Your Dragon) de DreamWorks Animation - Sortie en France le 31 mars 2010.
- Shrek 4 : Il était une fin (Shrek Forever After) de DreamWorks Animation - Sortie en France le 30 juin 2010.
- Toy Story 3 (Toy Story 3) de Pixar - Sortie en France le 14 juillet 2010.
- Le Voyage extraordinaire de Sammy  (Sammy's avonturen: De geheime doorgang) de NWave - Sortie en France le 11 août 2010.
- Moi, moche et méchant (Despicable Me) d'Illumination Entertainment - Sortie en France le 6 octobre 2010.
- Alpha et Oméga (Alpha and Omega) de Crest Animation - Sortie en France le 20 octobre 2010.
- Le Royaume de Ga'hoole (Legend of the Guardians: The Owls of Ga'Hoole) d'Animal Logic - Sortie en France le 27 octobre 2010.
- Raiponce (Tangled) de Walt Disney - Sortie en France le 1er décembre 2010.
- Megamind de DreamWorks Animation - Sortie en France le 15 décembre 2010.
- Les Chimpanzés de l'espace 2 (Space Chimps 2: Zartog Strikes Back) de Vanguard - Sortie en France le 22 décembre 2010.

### 2011
- Animaux et Cie (Konferenz der Tiere) d'Ambient - Sortie en France le 9 février 2011.
- Gnoméo et Juliette (Gnomeo and Juliet) de Starz Animation - Sortie en France le 16 février 2011.
- Rango de Nickelodeon Movies - Sortie en France le 23 mars 2011.
- Winx Club 2 : L'Aventure magique (Winx Club Magica Avventura) de Rainbow - Sortie en France le 6 avril 2011.
- Rio de Blue Sky - Sortie en France le 13 avril 2011.
- The Prodigies d'Orange Studio - Sortie en France le 8 juin 2011.
- Kung Fu Panda 2 de DreamWorks Animation - Sortie en France le 15 juin 2011.
- Cars 2 de Pixar - Sortie en France le 27 juillet 2011.
- Un monstre à Paris d'EuropaCorp - Sortie en France le 12 octobre 2011.
- L'Ours Montagne (Den kæmpestore bjørn) de Copenhagen Bombay - Sortie en France le 19 octobre 2011.
- Les Aventures de Tintin : Le Secret de La Licorne (The Adventures of Tintin: Secret of the Unicorn) d'Amblin Entertainment - Sortie en France le 26 octobre 2011.
- Mission : Noël (Arthur Christmas) de Sony Pictures Animation - Sortie en France le 23 novembre 2011.
- 5e film dans l'univers de Shrek : Le Chat potté (Puss in Boots) de DreamWorks Animation - Sortie en France le 30 novembre 2011.
- Happy Feet 2 de Dr D Studios - Sortie en France le 7 décembre 2011.

### 2012
- Madagascar 3 : Bons Baisers d'Europe (Madagascar 3: Europe's Most Wantedde) de DreamWorks Animation - Sortie en France le 6 juin 2012.
- L'Âge de glace 4 : La Dérive des continents (Ice Age: Continental Drift) de Blue Sky - Sortie en France le 27 juin 2012.
- Le Lorax (Dr. Seuss' The Lorax) d'Illumination Entertainment - Sortie en France le 18 juillet 2012.
- Cendrillon au Far West d'Hérold et family - Sortie en France le 25 juillet 2012.
- Rebelle (Brave) de Pixar - Sortie en France le 1er août 2012.
- Sammy 2 (Sammy's avonturen 2) de NWave - Sortie en France le 15 août 2012.
- Clochette et le Secret des fées (Secret of Wings) de Walt Disney - Sortie en France le 10 octobre 2012.
- Les Cinq Légendes (Rise of the Guardians) de DreamWorks Animation - Sortie en France le 28 novembre 2012.
- Niko, le petit renne 2 (Niko Lentäjän poika 2) d'A Film - Sortie en France le 28 novembre 2012.
- Les Mondes de Ralph (Wreck-it Ralph) de Walt Disney - Sortie en France le 5 décembre 2012.

### 2013
- Hôtel Transylvanie (Hotel Transylvania) de Sony Pictures Animation - Sortie en France le 13 février 2013.
- Les As de la jungle : Opération banquise de TAT Productions - Sortie en France le 10 avril 2013.
- Les Croods (The Croods) de DreamWorks Animation - Sortie en France le 10 avril 2013.
- Blackie et Kanuto : Une aventure à décrocher la lune  d'Art'Mell, Baleuko et Lumiq Studios - Sortie en France le 17 avril 2013.
- Tad l'explorateur : À la recherche de la cité perdue (Las Aventuras de Tadeo Jones)  d'Ikiru Films - Sortie en France le 17 avril 2013.
- Epic : La Bataille du royaume secret (Epic) de Blue Sky Studios - Sortie en France le 22 mai 2013.
- Ploddy, la voiture électrique mène l'enquête (Pelle Politibil går i vannet) de Neofilm - Sortie en France le 12 juin 2013.
- Moi, moche et méchant 2 (Despicable Me 2) d'Illumination Entertainment - Sortie en France le 26 juin 2013.
- Monstres et Cie 2 : Monstres Academy (Monsters University) de Pixar - Sortie en France le 10 juillet 2013.
- Drôles d'oiseaux (Zambezia) de Triggerfish Animation - Sortie en France le 14 août 2013.
- 3e film dans l'univers de Cars : Planes de Walt Disney - Sortie en France le 9 octobre 2013.
- Turbo de DreamWorks Animation - Sortie en France le 16 octobre 2013.
- La Reine des neiges (Frozen) de Walt Disney - Sortie en France le 4 décembre 2013.
- Albator, corsaire de l'espace (Uchū Kaizoku Kyaputen Hārokku) de Toei Animation - Sortie en France le 25 décembre 2013.
- Le Manoir magique de NWave - Sortie en France le 25 décembre 2013.

### 2014
- Jack et la Mécanique du cœur d'EuropaCorp - Sortie en France le 5 février 2014.
- Tempête de boulettes géantes 2 : L'île des Miam-nimaux (Cloudy with a Chance of Meatballs 2) de Sony Pictures Animation - Sortie en France le 5 février 2014.
- M. Peabody et Sherman : Les Voyages dans le temps (Mr. Peabody & Sherman) de DreamWorks Animation - Sortie en France le 12 février 2014.
- Tarzan  d'Ambient - Sortie en France le 19 février 2014.
- Clochette 2 : Et la Fée pirate (The Pirate Fairy) de Walt Disney - Sortie en France le 2 avril 2014.
- Rio 2 de Blue Sky - Sortie en France le 9 avril 2014.
- Khumba de Tiggerfish - Sortie en France le 23 avril 2014.
- Dragons 2 (How To Train Your Dragon 2) de DreamWorks Animation - Sortie en France le 2 juillet 2014.
- 4e film dans l'univers de Cars : Planes 2 (Planes: Fire & Rescue) de Walt Disney - Sortie en France le 23 juillet 2014.
- Opération Casse-noisette (The Nut Job) de Gulfstream - Sortie en France le 6 août 2014.
- À la poursuite du Roi Plumes (Resan till Fjäderkungens Rike) de Copenhagen Bombay - Sortie en France le 15 octobre 2014.
- La Légende de Manolo (The Book of Life) de Reel FX Creative - Sortie en France le 22 octobre 2014.
- Astérix : Le Domaine des dieux de M6 Studio - Sortie en France le 26 novembre 2014.
- 4e film dans l'univers de Madagascar : Les Pingouins de Madagascar (The Penguins of Madagascar) de DreamWorks Animation - Sortie en France le 17 décembre 2014.

### 2015
- La Grande Aventure de Maya l'abeille (Maya the Bee) de Studio 100 - Sortie en France le 4 février 2015.
- Gus de Haut et Court - Sortie en France le 4 février 2015.
- Les Nouveaux Héros (Big Hero 6) de Walt Disney - Sortie en France le 11 février 2015.
- Clochette 3 : Et la Créature légendaire (Tinker Bell and the Legend of the NeverBeast) de Walt Disney - Sortie en France le 2 avril 2015.
- Pourquoi j'ai pas mangé mon père de Pathé - Sortie en France le 8 avril 2015.
- En route ! (Home) de Dreamworks - Sortie en France le 15 avril 2015.
- Vice-versa (Inside Out) de Pixar - Sortie en France le 17 juin 2015.
- 3e film dans l'univers de Moi, moche et méchant : Les Minions (Minions) d'Illumination Entertainment - Sortie en France le 8 juillet 2015.
- Hôtel Transylvanie 2 (Hotel Transylvania 2) de Sony Pictures Animation - Sortie en France le 7 octobre 2015.
- Mune : Le Gardien de la Lune d'ON Entertainment - Sortie en France le 14 octobre 2015.
- Le Voyage d'Arlo (The Good Dinosaur) de Pixar - Sortie en France le 25 novembre 2015.
- Oups ! J'ai raté l'arche... (Ooops! Noah is Gone...) d'Ulysses Filmproduktion - Sortie en France le 9 décembre 2015.
- Snoopy et les Peanuts, le film (The Peanuts Movie) de Blue Sky - Sortie en France le 23 décembre 2015.

### 2016
- Zootopie (Zootopia) de Walt Disney Animation Studios - Sortie en France le 17 février 2016.
- Kung Fu Panda 3 de DreamWorks Animation - Sortie en France le 30 mars 2016.
- Ratchet et Clank (Ratchet and Clank) de Rainmaker Entertainment - Sortie en France le 13 avril 2016.
- Robinson Crusoë de Studiocanal - Sortie en France le 20 avril 2016.
- Angry Birds, le film (The Angry Birds Movie) de Rovio Entertainement - Sortie en France le 11 mai 2016.
- 2e film dans l'univers de Nemo : Le Monde de Dory (Finding Dory) de Pixar - Sortie en France le 22 juin 2016.
- L'Âge de glace 5 : Les Lois de l'Univers (Ice Age : Collision Course) de Blue Sky - Sortie en France le 13 juillet 2016.
- Comme des bêtes (The Secret Life of Pets) d'Illumination Entertainement - Sortie en France le 27 juillet 2016.
- Cigognes et compagnie (Storks) de Warner Bros. Animation - Sortie en France le 12 octobre 2016.
- Les Trolls (Trolls) de DreamWorks Animation - Sortie en France le 19 octobre 2016.
- Vaiana : La Légende du bout du monde (Moana) de Walt Disney Animation Studios - Sortie en France le 30 novembre 2016.
- Sausage Party (Sausage Party) de Annapurna Pictures - Sortie en France le 30 novembre 2016.
- Ballerina de Caramel Films - Sortie en France le 14 décembre 2016.
- La Bataille géante de boules de neige de CarpeDiem - Sortie en France le 21 décembre 2016.
- Norm (Norm of the North) de Lions Gate - Sortie en France le 21 décembre 2016.

### 2017
- Tous en scène (Sing) de Illumination Entertainement - Sortie en France le 25 janvier 2017.
- Sahara de Mandarin Films - Sortie en France le 1er février 2017.
- Lego Batman, le film (The Lego Batman Movie) de Warner Bros. Animation - Sortie en France le 8 février 2017.
- Baby Boss (The Boss Baby) de Dreamworks Animation - Sortie en France le 29 mars 2017.
- L’école des lapins (Die Häschenschule: Jagd nach dem goldenen Ei) d'Akkord Film - Sortie en France le 5 avril 2017.
- Les Schtroumpfs et le Village perdu (Smurfs: The Lost Village) de Sony Pictures Animation - Sortie en France le 5 avril 2017.
- 4e film dans l'univers de Moi, moche et méchant : Moi, moche et méchant 3 (Despicable Me 3) de Illumination Entertainement - Sortie en France le 5 juillet 2017.
- Ozzy, la grande évasion (Ozzy) d'Arcadia Motion Pictures - Sortie en France le 12 juillet 2017.
- 2e film dans l'univers des As de la jungle : Les As de la jungle de TAT Productions - Sortie en France le 26 juillet 2017.
- 5e film dans l'univers de Cars : Cars 3 de Disney/Pixar - Sortie en France le 2 août 2017.
- Bigfoot Junior (The Son of Bigfoot) de nWave Pictures - Sortie en France le 16 août 2017.
- Capitaine Superslip (Captain Underpants: The First Epic Movie) de Dreamworks Animation - Sortie en France le 4 octobre 2017.
- Lego Ninjago, le film (The Lego Ninjago Movie) de Warner Bros. Animation - Sortie en France le 11 octobre 2017.
- Un conte peut en cacher un autre (Revolting Rhymes) de Magic Light Pictures - Sortie en France le 11 octobre 2017.
- Le Monde secret des Emojis (The Emoji Movie) de Sony Pictures Animation - Sortie en France le 18 octobre 2017.
- My Little Pony, le film (My Little Pony: The Movie) d'Hasbro - Sortie en France le 18 octobre 2017.
- Zombillénium de Maybe Movie - Sortie en France le 18 octobre 2017.
- Opération Casse-noisette 2 (The Nut Job 2) de Gulfstream - Sortie en France le 25 octobre 2017.
- L'Étoile de Noël (The Star) de Sony Pictures Animation - Sortie en France le 15 novembre 2017.
- Coco de Disney/Pixar - Sortie en France le 29 novembre 2017.
- Drôles de petites bêtes d'ON Entertainment - Sortie en France le 13 décembre 2017.
- Ferdinand de Blue Sky - Sortie en France le 20 décembre 2017.

### 2018
- Le Voyage de Ricky (Richard The Stork) de Knudsen & Streuber Filmproduktion - Sortie en France le 7 février 2018.
- La Princesse des glaces (Snezhnaya Koroleva 3. Ogon I Led) de Flame Node Entertainment - Sortie en France le 14 février 2018.
- Croc-Blanc de Superprod - Sortie en France le 28 mars 2018.
- 2e film dans l'univers de Gnoméo et Juliette  : Sherlock Gnomes de Rocket Pictures - Sortie en France le 11 avril 2018.
- Mika & Sebastian (Den utrolige historie om den kæmpestore pære) de A Film - Sortie en France le 22 avril 2018.
- Léo et les extraterrestres (Luis and the Aliens) de Ulysses Filmproduktion - Sortie en France le 9 mai 2018.
- Tad l'explorateur 2 : Et le Secret du roi Midas (Tadeo Jones 2: El secreto del rey Midas) de Telecinco Cinema - Sortie en France le 16 mai 2018.
- Les Indestructibles 2  (The Incredibles 2) de Pixar Animation Studios - Sortie en France le 4 juillet 2018.
- L'Envol de Ploé  (Ploey : You Never Fly Alone) de GunHil - Sortie en France le 11 juillet 2018.
- Maya l'abeille 2 : Les Jeux du miel (Die Biene Maja 2 - Die Honigspiele) de Studio 100 - Sortie en France le 18 juillet 2018.
- Hôtel Transylvanie 3 : Des vacances monstrueuses (Hotel Transylvania 3: Summer Vacation) de Sony Pictures Animation - Sortie en France le 25 juillet 2018.
- Destination Pékin ! (Duck Duck Goose) d'Original Force - Sortie en France le 15 août 2018.
- Yéti et Compagnie (Smallfoot) de Warner Bros. Animation - Sortie en France le 17 octobre 2018.
- Le Grinch (The Grinch) d'Illumination Entertainment - Sortie en France le 28 novembre 2018.
- Astérix : Le Secret de la potion magique de M6 - Sortie en France le 5 décembre 2018.
- Spider-Man: New Generation (Spider-Man into the Spider-Verse) de Sony Pictures Animation - Sortie en France le 12 décembre 2018.
- Oscar et le Monde des chats (Cats and Peachtopia)  de Light Chaser Animation Studios - Sortie en France le 12 décembre 2018.

### 2019
- Dragons 3 : Le Monde caché (How to Train Your Dragon: The Hidden World) de DreamWorks Animation - Sortie en France le 6 février 2019.
- Ralph 2.0 (Ralph Breaks the Internet) de Walt Disney Pictures - Sortie en France le 13 février 2019.
- Le Parc des merveilles (Wonder Park) de Paramount Animation et Nickelodeon Movies - Sortie en France le 3 avril 2019.
- Terra Willy, planète inconnue de TAT Productions - Sortie en France le 3 avril 2019.
- Royal Corgi (The Queen's Corgi) de nWave Pictures - Sortie en France le 3 avril 2019.
- La Princesse des glaces 2 : Le Monde des miroirs magiques (Snezhnaya koroleva. Zazerkale) de Flame Node Entertainment - Sortie en France le 17 avril 2019.
- Amir et Mina : Les Aventures du tapis volant (Hodja fra Pjort) de M&M Productions - Sortie en France le 1er mai 2019.
- Stubby (Sgt. Stubby: An American Hero) de Mikros Image - Sortie en France le 22 mai 2019.
- Toy Story 4 de Pixar - Sortie en France le 26 juin 2019.
- Manou à l'école des goélands (Manou the Swift) de LUXX Film - Sortie en France le 3 juillet 2019.
- UglyDolls d'Alibaba Pictures - Sortie en France le 10 juillet 2019.
- Le Roi lion (The Lion King) de Walt Disney Pictures - Sortie en France le 17 juillet 2019.
- Comme des bêtes 2 (The Secret Life of Pets 2) d'Illumination Entertainement - Sortie en France le 31 juillet 2019.
- Playmobil d'ON Entertainment - Sortie en France le 7 août 2019.
- La Grande Cavale (Marnies Welt) de Grid Animation - Sortie en France le 9 octobre 2019.
- Angry Birds 2 : Copains comme cochons (The Angry Birds Movie 2) de Rovio Entertainement - Sortie en France le 16 octobre 2019.
- Abominable de DreamWorks Animation - Sortie en France le 23 octobre 2019.
- Le Voyage du pèlerin (The Pilgrim's Progress) de Cat In The Mill Studio - Sortie en France le 6 novembre 2019.
- La Reine des neiges 2 (Frozen 2) de Walt Disney - Sortie en France le 20 novembre 2019.
- La Famille Addams (The Addams Family) de Paramount Animation - Sortie en France le 4 décembre 2019.
- Le Cristal magique (Latte & the Magic Waterstone) de Grid Animation - Sortie en France le 11 décembre 2019.
- Vic le Viking (Vic the Viking and the Magic Sword) de Studio 100 Animation - Sortie en France le 19 décembre 2019.
- Les Incognitos (Spies in Disguise) de Blue Sky Studios - Sortie en France le 25 décembre 2019.

### 2020
- La Bataille géante de boules de neige 2 : L'Incroyable course de luge de CarpeDiem - Sortie en France le 29 janvier 2020.
- Nelly et Simon : Mission Yéti de 10e Ave Productions - Sortie en France le 29 janvier 2020.
- SamSam de Folivari - Sortie en France le 5 février 2020.
- Bayala : La Magie des dragons (Bayala: A Magical Adventure) d'Ulysses Filmproduktion - Sortie en France le 5 février 2020.
- En avant (Onward) de Pixar Animation Studios - Sortie en France le 4 mars 2020.
- Scooby ! (Scoob!) de Warner Animation Group - Sortie en France le 8 juillet 2020.
- Mon ninja et moi (Ternet Ninja) de A. Film A/S - Sortie en France le 15 juillet 2020.
- Blanche Neige, les Souliers rouges et les 7 Nains (Red Shoes and the Seven Dwarfs) de Sidus Animation - Sortie en France le 29 juillet 2020.
- Dreams (Drømmebyggerne) de First Lady Film - Sortie en France le 5 août 2020.
- Bigfoot Family de nWave Pictures - Sortie en France le 5 août 2020.
- Spycies de Lux Populi Production - Sortie en France le 26 août 2020.
- Lupin III: The First (Rupan sansei: THE FIRST) de Marza Animation Planet - Sortie en France le 7 octobre 2020.
- Les Trolls 2 : Tournée mondiale (Trolls World Tour) de DreamWorks Animation - Sortie en France le 14 octobre 2020.

### 2021
- Les Bouchetrous - Sortie en France le 26 mai 2021.
- Opération Panda - Sortie en France le 2 juin 2021.
- Les Croods 2 : Une nouvelle ère - Sortie en France le 7 juillet 2021.
- Ainbo, princesse d'Amazonie - Sortie en France le 14 juillet 2021.
- Spirit : L'Indomptable  - Sortie en France le 28 juillet 2021.
- Le Tour du monde en quatre-vingts jours   - Sortie en France le 4 août 2021.
- La Pat' Patrouille : Le Film - Sortie en France le 11 août 2021.
- Pil - Sortie en France le 11 août 2021.
- Baby Boss 2 : Une affaire de famille - Sortie en France le 18 août 2021.
- D'Artagnan et les trois Mousquetaires - Sortie en France le 25 août 2021.
- L’Arche magique - Sortie en France le 25 août 2021.
- Barbie : Grande Ville, Grands Rêves - Sortie en France le 8 septembre 2021.
- La Famille Addams 2 : Une virée d'enfer - Sortie en France le 13 octobre 2021.
- Sam le pompier et le mystérieux Super-Héros - Sortie en France le 13 octobre 2021.
- Ron débloque - Sortie en France le 20 octobre 2021.
- Oups 2 ! J’ai encore raté l’arche... - Sortie en France le 20 octobre 2021.
- Encanto : La Fantastique Famille Madrigal - Sortie en France le 24 novembre 2021.
- Les Elfkins : Opération pâtisserie - Sortie en France le 8 décembre 2021.
- Monster Family : en route pour l'aventure ! - Sortie en France le 15 décembre 2021.
- Tous en scène 2 - Sortie en France le 22 décembre 2021.

### 2022
- Félix et le trésor de Morgäa - Sortie en France le 12 janvier 2022.
- Vaillante - Sortie en France le 2 février 2022.
- Hopper et le Hamster des ténèbres - Sortie en France le 16 février 2022.
- Les Bad Guys - Sortie en France le 6 avril 2022.
- 2e film dans l'univers de L’école des lapins : Max et Emmy : Mission Pâques - Sortie en France le 13 avril 2022.
- 5e film dans l'univers de Toy Story : Buzz l'Éclair - Sortie en France le 22 juin 2022.
- 5e film dans l'univers de Moi, moche et méchant : Les Minions 2 : Il était une fois Gru - Sortie en France le 6 juillet 2022.
- Mia et moi : L'Héroïne de Centopia - Sortie en France le 20 juillet 2022.
- Krypto et les Super-Animaux- Sortie en France le 27 juillet 2022.
- Tad l'explorateur 3 : Et la table d'émeraude - Sortie en France le 24 août 2022.
- Samouraï Academy - Sortie en France le 12 octobre 2022.
- Extra : Allan, Britney et le Vaisseau spatial - Sortie en France le 19 octobre 2022.
- 6e film dans l'univers de Shrek : Le Chat potté 2 : La Dernière Quête - Sortie en France le 7 décembre 2022.
- Le Royaume des étoiles - Sortie en France le 7 décembre 2022.

### 2023
- Pattie et la Colère de Poséidon - Sortie en France le 24 janvier 2023.
- Maurice le chat fabuleux - Sortie en France le 1er février 2023.
- Sacrées momies - Sortie en France le 8 février 2023.
- Le Lion et les trois brigands - Sortie en France le 15 mars 2023.
- L'Arbre à vœux - Les contes de la cité sanctuaire - Sortie en France le 17 mai 2023.
- Élémentaire  - Sortie en France le 21 juin 2023.
- Ruby, l'ado Kraken - Sortie en France le 28 juin 2023.
- Miraculous, le film - Sortie en France le 5 juillet 2023.
- Magic ! - Sortie en France le 2 août 2023.
- La Guerre des Dieux - Sortie en France le 23 août 2023.
- Le Rêve de Daisy - Les contes de la cité sanctuaire - Sortie en France le 30 août 2023.
- Les Chats au musée - Sortie en France le 20 septembre 2023.
- La Pat' Patrouille - La Super Patrouille - Sortie en France le 11 octobre 2023.
- Les Trolls 3 - Sortie en France le 18 octobre 2023.
- Katak, le brave béluga - Sortie en France le 25 octobre 2023.
- Migration - Sortie en France le 6 décembre 2023.
- Les Inséparables - Sortie en France le 13 décembre 2023.
- Inspecteur Sun et la malédiction de la veuve noire - Sortie en France le 20 décembre 2023.

### 2024
- Pororo, l’île aux trésors - Sortie en France le 7 février 2024.
- Le Royaume des abysses - Sortie en France le 21 février 2024.
- Kung Fu Panda 4 - Sortie en France le 27 mars 2024.
- Les Explorateurs : L'aventure fantastique - Sortie en France le 3 avril 2024.
- Les Aventuriers de l'arche de Noé - Sortie en France le 10 avril 2024.
- Mystère sur la colline aux gâteaux - Sortie en France le 22 mai 2024.
- Vice-versa 2 - Sortie en France le 19 juin 2024.
- Zak & Wowo, la légende de Lendarys - Sortie en France le 3 juillet 2024.
- Moi, moche et méchant 4 - Sortie en France le 10 juillet 2024.
- Goodbye monster - Sortie en France le 26 juillet 2024.
- Garfield : Héros malgré lui - Sortie en France le 31 juillet 2024.
- Petit Panda en Afrique - Sortie en France le 7 août 2024.
- Super Wings : Vitesse maximum - Sortie en France le 7 août 2024.
- Les Rois du rallye - Sortie en France le 14 août 2024.
- Sylvanian Families, le film - le cadeau de Freya - Sortie en France le 21 août 2024.
- Les Chiens à l'Opéra - Sortie en France le 11 septembre 2024.
- Le Robot sauvage - Sortie en France le 9 octobre 2024.
- Croquette, le chat merveilleux - Sortie en France le 16 octobre 2024.
- MacPat le chat chanteur - Sortie en France le 16 octobre 2024.
- Angelo dans la forêt mystérieuse - Sortie en France le 23 octobre 2024.
- Flow - Sortie en France le 30 octobre 2024.
- Piece by Piece - Sortie en France le 20 novembre 2024.
- Niko, le petit renne 3 - Mission Père Noël - Sortie en France le 4 décembre 2024.

### 2025
- Une nuit au zoo - Sortie en France le 29 janvier 2025.
- Pororo et le Dragon Géant - Sortie en France le 5 février 2025.
- Ozi, la voix de la forêt - Sortie en France le 2 avril 2025.
- Dog Man - Sortie en France le 9 avril 2025.
- Ne Zha 2 - Sortie en France le 23 avril 2025.
- Diplodocus - Sortie en France le 28 mai 2025.
- Elio - Sortie en France le 18 juin 2025.
- Falcon Express - Sortie en France le 2 juillet 2025.
- Buffalo Kids - Sortie en France le 9 juillet 2025.
- Les Schtroumps : Le Film - Sortie en France le 16 juillet 2025.
- Les Bad Guys 2 - Sortie en France le 30 juillet 2025.
- Le Monde de Wishy - Sortie en France le 13 août 2025.

## Nombre de films par années
| 1996 | 1 film   |  |
| 1997 | 0 film   |  |
| 1998 | 1 film   |  |
| 1999 | 1 film   |  |
| 2000 | 1 film   |  |
| 2001 | 2 films  |  |
| 2002 | 3 films  |  |
| 2003 | 2 films  |  |
| 2004 | 4 films  |  |
| 2005 | 9 films  |  |
| 2006 | 13 films |  |
| 2007 | 10 films |  |
| 2008 | 11 films |  |
| 2009 | 11 films |  |
| 2010 | 12 films |  |
| 2011 | 14 films |  |
| 2012 | 10 films |  |
| 2013 | 15 films |  |
| 2014 | 15 films |  |
| 2015 | 13 films |  |
| 2016 | 15 films |  |
| 2017 | 22 films |  |
| 2018 | 17 films |  |
| 2019 | 23 films |  |
| 2020 | 13 films |  |
| 2021 | 20 films |  |